# Grandi uomini per grandi idee
Grandi uomini per grandi idee (Il était une fois... les découvreurs) è una serie televisiva a disegni animati creata da Albert Barillé nel 1994 e prodotta da Procidis, composta da ventisei episodi, con musiche di Michel Legrand. La serie, a cui ha collaborato l'Italia con Reteitalia, è stata trasmessa in Italia da Italia 1 ed è stata distribuita in VHS e DVD da De Agostini con il titolo Invenzioni e inventori e da dicembre 2020 in cofanetto DVD da Dynit con il titolo Grandi uomini per grandi idee.
La sigla italiana è stata scritta da Alessandra Valeri Manera e composta da Ninni Carucci ed è cantata da Cristina D'Avena. Il cartone fa parte di una collana di sette prodotti intitolata C'era una volta..., di cui costituisce la quinta serie.

## Trama
Le singole puntate sono dedicate a uomini e donne che, individualmente o collettivamente, hanno compiuto delle scoperte oppure delle invenzioni.
Nella traduzione a volte i titoli sono stati cambiati. Ad esempio la prima puntata (I Cinesi) in originale suona I Cinesi nostri antenati, riecheggiando la famosa definizione dei libri di scuola francesi, proprio per sottolineare che il contributo degli inventori e degli scopritori si estende al progresso dell'umanità nel suo complesso.

## Produzione
- Francia: France 3, Procidis, Canal+;
- Spagna: Radiotelevisión Española;
- Germania: Westdeutscher Rundfunk Köln, Südwestfunk;
- Italia: Reteitalia;
- Svizzera: Société suisse de radiodiffusion et télévision;
- Belgio: Radiodiffusion-télévision belge;
- Finlandia: Oy. Yleisradio Ab.

## Doppiaggio
| Personaggi | Voce originale       | Voce italiana       |
| ---------- | -------------------- | ------------------- |
| Maestro    | Roger Carel          | Maurizio Scattorin  |
| Pierre     |                      | Ivo De Palma        |
| Fatman     | Sady Rebbot          | Tony Fuochi         |
| Psi        | Marie-Laure Beneston | Alessandra Karpoff  |
| Pest       | Sady Rebbot          | Giovanni Battezzato |
| Dwarf      |                      | Mario Scarabelli    |
| Pierrot    | Olivier Destrez      | Davide Garbolino    |
| Pierret    | Marie-Laure Beneston | Debora Magnaghi     |

## Episodi
| n° | Titolo originale                              | Titolo italiano                       |
| -- | --------------------------------------------- | ------------------------------------- |
| 1  | Nos ancètres les chinois                      | I nostri antenati, i cinesi           |
| 2  | Archimedes et les grecs                       | Archimede e i greci                   |
| 3  | Héron d'Alexandrie                            | Erone d'Alessandria                   |
| 4  | Les mesures du temps                          | La misura del tempo                   |
| 5  | Henri le navigateur et la cartographie        | Enrico il Navigatore e la cartografia |
| 6  | Gutenberg et l'écriture                       | Gutenberg e l'invenzione della stampa |
| 7  | De Vinci le touche à tout                     | Leonardo da Vinci                     |
| 8  | Les médecins Paracelce, Pesale, Pare, ecc.' ' | I dottori                             |
| 9  | Galilée                                       | Galileo                               |
| 10 | Newton                                        | Newton                                |
| 11 | Buffon, la découverte du passé                | Buffon e la scoperta del passato      |
| 12 | Lavoisier et la chimie' '                     | Lavoisier e la chimica                |
| 13 | Stephenson à toute vapeur                     | Stephenson, avanti a tutto vapore     |
| 14 | Faraday et l'électricité                      | Faraday e l'elettricità               |
| 15 | Darwin et l'évolution                         | Darwin                                |
| 16 | Mendel et les petits pois                     | Mendel                                |
| 17 | Pasteur et les micro-organismes               | Pasteur e i microrganismi             |
| 18 | Th. Edison et la science appliquée            | Thomas Edison e la scienza applicata  |
| 19 | Marconi et les ondes                          | Marconi e le onde                     |
| 20 | Ford et l'aventure automobile                 | Ford e l'automobile                   |
| 21 | L'aviation                                    | L'aviazione                           |
| 22 | Marie Curie                                   | Marie Curie                           |
| 23 | Einstein                                      | Einstein                              |
| 24 | Lorenz le père l'oie                          | Lorenz e l'etologia                   |
| 25 | Armstrong la Lune et l'Espace                 | Armstrong, la Luna e lo Spazio        |
| 26 | Demain est déjà là                            | Il futuro...                          |